# Fregetta maoriana

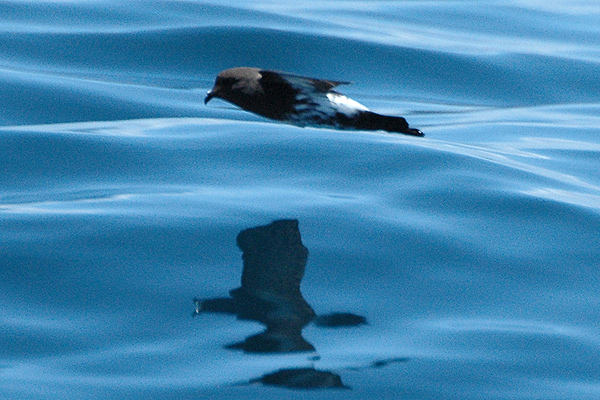
Paíño de Nueva Zelanda fotografiado en Hauraki Gulf, Nueva Zelanda.

El paíño de Nueva Zelanda (Fregetta maoriana) es una pequeña ave marina de la familia Oceanitidae. Esta especie se pensaba extinta desde 1850, hasta que una serie de avistamientos desde el 2003 al presente han indicado la presencia de una colonia previamente desconocida de estas aves. En ocasiones ha sido considerada como una subespecie, o incluso como una variante del paíño de Wilson, O. oceanicus, pero es muy distinta.
Fuera de la temporada de reproducción es un ave pelágica, manteniéndose en altamar, lo que junto a que sus nidos se ubican en sitios remotos, hace difícil la observación de esta especie.
El paíño de Nueva Zelanda es estrictamente nocturno en los lugares de reproducción para evitar la depredación de las gaviotas y págalos. Como la mayoría de los petreles, su capacidad de caminar se limita a dar cortos brincos hacia sus madrigueras.
El paíño de Nueva Zelanda es un ave marina pequeña, de color marrón/negro por encima, a excepción de su rabadilla que es blanca. Las partes inferiores son de color negro desde la garganta hasta el pecho, con el vientre blanco con rayas negras, y los pies proyectados mucho más allá de la cola.
Se diferencia de la especie más común, el paíño de Wilson, por tener una barra pálida en el ala superior, vientre blanco con rayas, un panel estrecho y blanco en las alas inferiores, y patas más largas.